# Anthidium atripes
Anthidium atripes är en biart som beskrevs av Cresson 1879. Anthidium atripes ingår i släktet ullbin och familjen buksamlarbin. Inga underarter finns listade.

## Beskrivning
Som de flesta medlemmar av släktet är arten svart med gula band på bakkroppen. Hos honorna är tergit (ovansidans bakkroppssegment) 5 och 6 alltid svarta, medan hos hanarna tergit 6 ofta är svart. Honorna är vanligen mörkare än hanarna, även om arten tenderar att ha ljusare färgteckning mot den södra delen av utbredningsområdet. Hanen har dessutom en kraftig, svart hårborste på sternit 6 (undersidans näst sista bakkroppssegment).

## Ekologi
Anthidium atripes förekommer gärna i bergsterräng. Den är specialiserad på att hämta pollen från ärtväxter som vedlar och chileväpplingar.
Arten är ett solitärt (icke samhällsbildande) bi där varje hona själv sörjer för sin avkomma. Honan klär larvcellerna med bomullsliknande hår hon hämtat från växter.

## Utbredning
Arten finns i västra USA som Kalifornien, Colorado, Nevada och Texas.